# Gideå kyrka
Gideå kyrka är en kyrkobyggnad som tillhör sedan 2014 Gideå-Trehörningsjö församling i Härnösands stift. Kyrkan ligger i samhället Gideå omkring två mil nordost om Örnsköldsvik.

## Kyrkobyggnaden
Träkyrkan uppfördes åren 1806–1809 på initiativ av ägarna till Gideå bruk, bröderna Jacob Christian och Isaac Ephraim Clason i vallonsläkten Clason. På grund av krig och missväxt fördröjdes arbetena med kyrkan och invigningen ägde rum först år 1818. Kyrktornet uppfördes 1815 och ersatte en provisorisk klockstapel från 1810.
Kyrkorummet har ett flackt tunnvalv av trä.
Vid kyrkogårdens västra sida finns en stiglucka av trä bestående av fyra kolonner. Stigluckan är ritad och uppförd 1907 av Felix Holmström.

## Inventarier
- Predikstolen vid norra väggen sattes upp på 1830-talet.
- Altartavlan från 1959 är målad av konstnären Karl-Erik Häggblad.[1]
- På södra väggen hänger en tidigare altartavla målad 1735 av N Lindström. Motivet är "Törnekröningen".
- I kyrkorummet hänger fyra ljuskronor. Två av ljuskronorna är tillverkade på 1700-talet av glas och bergkristall.
- En sexsidig dopfunt av trä med reliefskulpturer är utförd 1958-1959 av konstnären William Marklund. Tillhörande dopfat av silver är från 1960.
- Nuvarande orgel är byggd av Grönlunds Orgelbyggeri och installerad 1961. Första orgeln byggdes 1847. Nuvarande orgel är kyrkans fjärde.
- I tornet hänger två kyrkklockor. Storklockan är från 1810 medan lillklockan är från 1840.